# Svetozar Gligorić
Svetozar Gligorić (en serbi: Светозар Глигорић), (Belgrad, 2 de febrer de 1923 - 14 d'agost de 2012), fou un jugador d'escacs serbi, que ostentà el títol de Gran Mestre des de 1951. Durant els seus anys d'activitat va jugar sota bandera de la República Federal Socialista de Iugoslàvia.
En les dècades de 1950 i 1960 va ser un dels deu jugadors més forts del món, i va destacar també com a teòric dels escacs, i com a comentarista. Campió de Iugoslàvia dotze cops, és considerat el millor jugador serbi de tots els temps, i segurament el més popular, a causa de la seva incansable activitat en el món dels escacs, i a una personalitat aclaparadora, reflectida en el títol de la seva autobiografia "Jo jugo contra les peces" (que significa jugar sense hostilitat envers el rival, sense jugar de manera diferent per raons "psicològiques" contra diferents oponents).
El seu millor rànquing Elo s'ha estimat en 2743 punts, el novembre de 1958, moment en què tenia 35 anys, cosa que el situaria en 6è lloc mundial en aquella data. Segons Chessmetrics, va ser el 6è millor jugador mundial en 6 diferents mesos, entre l'octubre de 1958 i l'abril de 1960.
|  |

## Biografia
Nascut en una família pobra, els seus primers contactes amb els escacs es van produir observant als parroquians d'un bar pròxim a casa seva. Va aprendre a jugar-hi tot just als onze anys, i a falta de peces (i diners per comprar-ne) es fabricà les seves pròpies amb suros d'ampolles de vi. En aquest sentit, els seus inicis s'assemblen molt als del seu il·lustre contemporani, el Gran Mestre estonià Paul Keres.
Els seus primers èxits en els escacs arribaren el 1938, quan guanyà el campionat del Club d'Escacs de Belgrad. Però a l'any següent esclatà la Segona Guerra Mundial, i la seva activitat s'interrompé. Gligorić s'uní als partisans que resistien la invasió nazi.
Després de la guerra Gligorić va treballar diversos anys com a periodista i organitzador de torneigs d'escacs. Va continuar el seu progrés com a jugador, i el 1945 va disputar, fora de concurs, el Campionat de Bulgària, on hi fou primer. 1947 va guanyar el seu primer torneig internacional important a Varsòvia, davant del futur campió mundial Vassili Smislov. La FIDE li va atorgar els títols de Mestre Internacional (MI) el 1950 i de Gran Mestre (GM) el 1951, cosa que finalment va completar la seva transició a escaquista professional de temps complet. Va continuar actiu jugant torneigs fins ben entrats els seixanta anys.
Va morir el 14 d'agost de 2012, a l'edat de 89 anys, al Centre d'Emergències de Belgrad com a conseqüència d'un accident cerebrovascular.

## Carrera escaquística

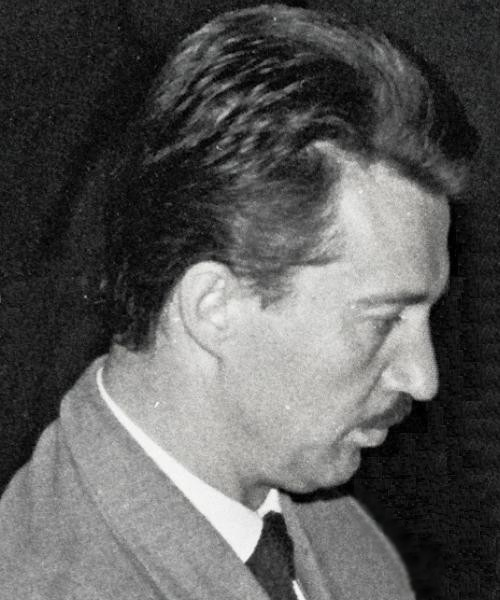
Gligorić a Oberhausen, el 1961

Gligorić va ser un dels més reeixits jugadors de torneig de mitjan segle xx; va guanyar un gran nombre de competicions, com per exemple al fort torneig de Dallas de 1957, tot i que va tenir menys èxit en competir pel Campionat del Món. Va ser campió iugoslau en dotze ocasions, els anys 1947 (títol compartit), 1948 (títol compartit), 1949, 1950, 1956, 1957, 1958 (títol compartit), 1959, 1960, 1962, 1965 i 1971, i va representar al seu país amb gran èxit en les Olimpíades d'escacs durant dècades, usualment com a primer tauler de l'equip nacional iugoslau. La llista de les seves victòries en competicions internacionals d'escacs és una de les més llargues, i inclou, entre d'altres, els torneigs de Mar del Plata 1950, Estocolm 1954, Belgrad 1964, Manila 1968, etc. Va competir habitualment en la sèrie de grans torneigs d'elit de Hastings de finals d'any, amb victòries (o empats pel primer lloc) els anys 1951-2, 1956-7, 1959-60, 1960-61, i 1962-3.
La seva trajectòria en els torneigs de qualificació per al campionat del món és variada. Va competir regularment en els torneigs zonals i interzonals amb èxit en diverses ocasions, com testimonien les seves victòries en els zonals de 1951, 1960 (compartida), 1963, 1966, i 1969 (compartida) i classificacions prou altes per entrar en els torneigs de Candidats de l'any següent en els interzonals de 1952 (a Saltsjöbaden, on hi fou 6è), 1958 i 1967. Malgrat això, no va tenir èxit en les competicions de candidats, amb mediocres resultats en els torneigs de 1953, un dels torneigs més forts de la història, que serví per determinar l'aspirant al títol al Campionat del món de 1954, on hi fou 13è (el guanyador fou Vassili Smislov), i 1959 i una derrota en el seu matx contra Mikhaïl Tal el 1968.

### Resultats contra campions del món
Gligorić va ser molt perillós per als campions mundials d'escacs, però totalitza resultats adversos contra la majoria d'ells, per exemple Mikhaïl Botvínnik +2 -2 =5, Vassili Smislov +5 -7 =21, Tigran Petrossian +7 -10 =10, Mikhaïl Tal +2 -11 =19, Borís Spasski +0 -5 =15, Bobby Fischer +4 -6 =6, Anatoli Kàrpov +0 -4 =6 i Garri Kaspàrov -3.

## El seu llegat per als escacs
Malgrat el seu magnífic rècord en torneigs, Gligorić és potser encara més recordat com a teòric de les obertures. Va fer enormes contribucions, entre d'altres, a la teoria de l'Índia de rei, la Ruy López i la defensa Nimzo-Índia. En particular, amb la primera va convertir les seves contribucions teòriques en espectaculars victòries a les dues bandes del tauler (incloent la partida que es mostra més avall). Variants teòricament significatives de l'Índia del Rei i de la Ruy López porten el seu nom. Les seves batalles amb Bobby Fischer a l'Índia del Rei i la defensa siciliana (particularment la variant Najdorf, una especialitat de Fischer) són llegendàries, i sovint van resultar a favor seu.
Com a comentarista, Gligorić va aprofitar la seva fluïdesa en diversos idiomes i el seu entrenament com a periodista per a produir anotacions de partides lúcides i interessants. Durant anys va ser columnista habitual de les revistes Chess Review i Chess Life, en què la seva columna "La partida del mes" solia ser una tutoria completa sobre l'obertura usada en la partida presentada, més un conjunt d'exhaustives anotacions. Va escriure llibres d'escacs en diversos idiomes, i va contribuir regularment a la compilació trimestral (més recentment, quadrimestral) Chess Informant de les partides d'escacs més importants del món. Si a aquests mèrits s'agrega una reeixida carrera com a organitzador i àrbitre de torneigs d'escacs, queda clar que Gligorić és una de les més grans figures escaquístiques de la història.

## Partida destacada
|   | a | b | c | d | e | f | g | h |   |
| 8 | a8 negres torre · c8 negres alfil · d8 negres dama · f8 negres torre · g8 negres rei · a7 negres peó · b7 negres peó · c7 negres peó · g7 negres alfil · h7 negres peó · d6 negres peó · d5 blanques peó · e5 negres peó · f5 negres cavall · g5 negres peó · a4 blanques peó · b4 blanques peó · c4 blanques peó · f4 negres cavall · c3 blanques cavall · f3 blanques alfil · g3 blanques peó · d2 blanques cavall · f2 blanques peó · h2 blanques peó · a1 blanques torre · c1 blanques alfil · d1 blanques dama · f1 blanques torre · g1 blanques rei | a8 negres torre · c8 negres alfil · d8 negres dama · f8 negres torre · g8 negres rei · a7 negres peó · b7 negres peó · c7 negres peó · g7 negres alfil · h7 negres peó · d6 negres peó · d5 blanques peó · e5 negres peó · f5 negres cavall · g5 negres peó · a4 blanques peó · b4 blanques peó · c4 blanques peó · f4 negres cavall · c3 blanques cavall · f3 blanques alfil · g3 blanques peó · d2 blanques cavall · f2 blanques peó · h2 blanques peó · a1 blanques torre · c1 blanques alfil · d1 blanques dama · f1 blanques torre · g1 blanques rei | a8 negres torre · c8 negres alfil · d8 negres dama · f8 negres torre · g8 negres rei · a7 negres peó · b7 negres peó · c7 negres peó · g7 negres alfil · h7 negres peó · d6 negres peó · d5 blanques peó · e5 negres peó · f5 negres cavall · g5 negres peó · a4 blanques peó · b4 blanques peó · c4 blanques peó · f4 negres cavall · c3 blanques cavall · f3 blanques alfil · g3 blanques peó · d2 blanques cavall · f2 blanques peó · h2 blanques peó · a1 blanques torre · c1 blanques alfil · d1 blanques dama · f1 blanques torre · g1 blanques rei | a8 negres torre · c8 negres alfil · d8 negres dama · f8 negres torre · g8 negres rei · a7 negres peó · b7 negres peó · c7 negres peó · g7 negres alfil · h7 negres peó · d6 negres peó · d5 blanques peó · e5 negres peó · f5 negres cavall · g5 negres peó · a4 blanques peó · b4 blanques peó · c4 blanques peó · f4 negres cavall · c3 blanques cavall · f3 blanques alfil · g3 blanques peó · d2 blanques cavall · f2 blanques peó · h2 blanques peó · a1 blanques torre · c1 blanques alfil · d1 blanques dama · f1 blanques torre · g1 blanques rei | a8 negres torre · c8 negres alfil · d8 negres dama · f8 negres torre · g8 negres rei · a7 negres peó · b7 negres peó · c7 negres peó · g7 negres alfil · h7 negres peó · d6 negres peó · d5 blanques peó · e5 negres peó · f5 negres cavall · g5 negres peó · a4 blanques peó · b4 blanques peó · c4 blanques peó · f4 negres cavall · c3 blanques cavall · f3 blanques alfil · g3 blanques peó · d2 blanques cavall · f2 blanques peó · h2 blanques peó · a1 blanques torre · c1 blanques alfil · d1 blanques dama · f1 blanques torre · g1 blanques rei | a8 negres torre · c8 negres alfil · d8 negres dama · f8 negres torre · g8 negres rei · a7 negres peó · b7 negres peó · c7 negres peó · g7 negres alfil · h7 negres peó · d6 negres peó · d5 blanques peó · e5 negres peó · f5 negres cavall · g5 negres peó · a4 blanques peó · b4 blanques peó · c4 blanques peó · f4 negres cavall · c3 blanques cavall · f3 blanques alfil · g3 blanques peó · d2 blanques cavall · f2 blanques peó · h2 blanques peó · a1 blanques torre · c1 blanques alfil · d1 blanques dama · f1 blanques torre · g1 blanques rei | a8 negres torre · c8 negres alfil · d8 negres dama · f8 negres torre · g8 negres rei · a7 negres peó · b7 negres peó · c7 negres peó · g7 negres alfil · h7 negres peó · d6 negres peó · d5 blanques peó · e5 negres peó · f5 negres cavall · g5 negres peó · a4 blanques peó · b4 blanques peó · c4 blanques peó · f4 negres cavall · c3 blanques cavall · f3 blanques alfil · g3 blanques peó · d2 blanques cavall · f2 blanques peó · h2 blanques peó · a1 blanques torre · c1 blanques alfil · d1 blanques dama · f1 blanques torre · g1 blanques rei | a8 negres torre · c8 negres alfil · d8 negres dama · f8 negres torre · g8 negres rei · a7 negres peó · b7 negres peó · c7 negres peó · g7 negres alfil · h7 negres peó · d6 negres peó · d5 blanques peó · e5 negres peó · f5 negres cavall · g5 negres peó · a4 blanques peó · b4 blanques peó · c4 blanques peó · f4 negres cavall · c3 blanques cavall · f3 blanques alfil · g3 blanques peó · d2 blanques cavall · f2 blanques peó · h2 blanques peó · a1 blanques torre · c1 blanques alfil · d1 blanques dama · f1 blanques torre · g1 blanques rei | 8 |
| 7 | a8 negres torre · c8 negres alfil · d8 negres dama · f8 negres torre · g8 negres rei · a7 negres peó · b7 negres peó · c7 negres peó · g7 negres alfil · h7 negres peó · d6 negres peó · d5 blanques peó · e5 negres peó · f5 negres cavall · g5 negres peó · a4 blanques peó · b4 blanques peó · c4 blanques peó · f4 negres cavall · c3 blanques cavall · f3 blanques alfil · g3 blanques peó · d2 blanques cavall · f2 blanques peó · h2 blanques peó · a1 blanques torre · c1 blanques alfil · d1 blanques dama · f1 blanques torre · g1 blanques rei | a8 negres torre · c8 negres alfil · d8 negres dama · f8 negres torre · g8 negres rei · a7 negres peó · b7 negres peó · c7 negres peó · g7 negres alfil · h7 negres peó · d6 negres peó · d5 blanques peó · e5 negres peó · f5 negres cavall · g5 negres peó · a4 blanques peó · b4 blanques peó · c4 blanques peó · f4 negres cavall · c3 blanques cavall · f3 blanques alfil · g3 blanques peó · d2 blanques cavall · f2 blanques peó · h2 blanques peó · a1 blanques torre · c1 blanques alfil · d1 blanques dama · f1 blanques torre · g1 blanques rei | a8 negres torre · c8 negres alfil · d8 negres dama · f8 negres torre · g8 negres rei · a7 negres peó · b7 negres peó · c7 negres peó · g7 negres alfil · h7 negres peó · d6 negres peó · d5 blanques peó · e5 negres peó · f5 negres cavall · g5 negres peó · a4 blanques peó · b4 blanques peó · c4 blanques peó · f4 negres cavall · c3 blanques cavall · f3 blanques alfil · g3 blanques peó · d2 blanques cavall · f2 blanques peó · h2 blanques peó · a1 blanques torre · c1 blanques alfil · d1 blanques dama · f1 blanques torre · g1 blanques rei | a8 negres torre · c8 negres alfil · d8 negres dama · f8 negres torre · g8 negres rei · a7 negres peó · b7 negres peó · c7 negres peó · g7 negres alfil · h7 negres peó · d6 negres peó · d5 blanques peó · e5 negres peó · f5 negres cavall · g5 negres peó · a4 blanques peó · b4 blanques peó · c4 blanques peó · f4 negres cavall · c3 blanques cavall · f3 blanques alfil · g3 blanques peó · d2 blanques cavall · f2 blanques peó · h2 blanques peó · a1 blanques torre · c1 blanques alfil · d1 blanques dama · f1 blanques torre · g1 blanques rei | a8 negres torre · c8 negres alfil · d8 negres dama · f8 negres torre · g8 negres rei · a7 negres peó · b7 negres peó · c7 negres peó · g7 negres alfil · h7 negres peó · d6 negres peó · d5 blanques peó · e5 negres peó · f5 negres cavall · g5 negres peó · a4 blanques peó · b4 blanques peó · c4 blanques peó · f4 negres cavall · c3 blanques cavall · f3 blanques alfil · g3 blanques peó · d2 blanques cavall · f2 blanques peó · h2 blanques peó · a1 blanques torre · c1 blanques alfil · d1 blanques dama · f1 blanques torre · g1 blanques rei | a8 negres torre · c8 negres alfil · d8 negres dama · f8 negres torre · g8 negres rei · a7 negres peó · b7 negres peó · c7 negres peó · g7 negres alfil · h7 negres peó · d6 negres peó · d5 blanques peó · e5 negres peó · f5 negres cavall · g5 negres peó · a4 blanques peó · b4 blanques peó · c4 blanques peó · f4 negres cavall · c3 blanques cavall · f3 blanques alfil · g3 blanques peó · d2 blanques cavall · f2 blanques peó · h2 blanques peó · a1 blanques torre · c1 blanques alfil · d1 blanques dama · f1 blanques torre · g1 blanques rei | a8 negres torre · c8 negres alfil · d8 negres dama · f8 negres torre · g8 negres rei · a7 negres peó · b7 negres peó · c7 negres peó · g7 negres alfil · h7 negres peó · d6 negres peó · d5 blanques peó · e5 negres peó · f5 negres cavall · g5 negres peó · a4 blanques peó · b4 blanques peó · c4 blanques peó · f4 negres cavall · c3 blanques cavall · f3 blanques alfil · g3 blanques peó · d2 blanques cavall · f2 blanques peó · h2 blanques peó · a1 blanques torre · c1 blanques alfil · d1 blanques dama · f1 blanques torre · g1 blanques rei | a8 negres torre · c8 negres alfil · d8 negres dama · f8 negres torre · g8 negres rei · a7 negres peó · b7 negres peó · c7 negres peó · g7 negres alfil · h7 negres peó · d6 negres peó · d5 blanques peó · e5 negres peó · f5 negres cavall · g5 negres peó · a4 blanques peó · b4 blanques peó · c4 blanques peó · f4 negres cavall · c3 blanques cavall · f3 blanques alfil · g3 blanques peó · d2 blanques cavall · f2 blanques peó · h2 blanques peó · a1 blanques torre · c1 blanques alfil · d1 blanques dama · f1 blanques torre · g1 blanques rei | 7 |
| 6 | a8 negres torre · c8 negres alfil · d8 negres dama · f8 negres torre · g8 negres rei · a7 negres peó · b7 negres peó · c7 negres peó · g7 negres alfil · h7 negres peó · d6 negres peó · d5 blanques peó · e5 negres peó · f5 negres cavall · g5 negres peó · a4 blanques peó · b4 blanques peó · c4 blanques peó · f4 negres cavall · c3 blanques cavall · f3 blanques alfil · g3 blanques peó · d2 blanques cavall · f2 blanques peó · h2 blanques peó · a1 blanques torre · c1 blanques alfil · d1 blanques dama · f1 blanques torre · g1 blanques rei | a8 negres torre · c8 negres alfil · d8 negres dama · f8 negres torre · g8 negres rei · a7 negres peó · b7 negres peó · c7 negres peó · g7 negres alfil · h7 negres peó · d6 negres peó · d5 blanques peó · e5 negres peó · f5 negres cavall · g5 negres peó · a4 blanques peó · b4 blanques peó · c4 blanques peó · f4 negres cavall · c3 blanques cavall · f3 blanques alfil · g3 blanques peó · d2 blanques cavall · f2 blanques peó · h2 blanques peó · a1 blanques torre · c1 blanques alfil · d1 blanques dama · f1 blanques torre · g1 blanques rei | a8 negres torre · c8 negres alfil · d8 negres dama · f8 negres torre · g8 negres rei · a7 negres peó · b7 negres peó · c7 negres peó · g7 negres alfil · h7 negres peó · d6 negres peó · d5 blanques peó · e5 negres peó · f5 negres cavall · g5 negres peó · a4 blanques peó · b4 blanques peó · c4 blanques peó · f4 negres cavall · c3 blanques cavall · f3 blanques alfil · g3 blanques peó · d2 blanques cavall · f2 blanques peó · h2 blanques peó · a1 blanques torre · c1 blanques alfil · d1 blanques dama · f1 blanques torre · g1 blanques rei | a8 negres torre · c8 negres alfil · d8 negres dama · f8 negres torre · g8 negres rei · a7 negres peó · b7 negres peó · c7 negres peó · g7 negres alfil · h7 negres peó · d6 negres peó · d5 blanques peó · e5 negres peó · f5 negres cavall · g5 negres peó · a4 blanques peó · b4 blanques peó · c4 blanques peó · f4 negres cavall · c3 blanques cavall · f3 blanques alfil · g3 blanques peó · d2 blanques cavall · f2 blanques peó · h2 blanques peó · a1 blanques torre · c1 blanques alfil · d1 blanques dama · f1 blanques torre · g1 blanques rei | a8 negres torre · c8 negres alfil · d8 negres dama · f8 negres torre · g8 negres rei · a7 negres peó · b7 negres peó · c7 negres peó · g7 negres alfil · h7 negres peó · d6 negres peó · d5 blanques peó · e5 negres peó · f5 negres cavall · g5 negres peó · a4 blanques peó · b4 blanques peó · c4 blanques peó · f4 negres cavall · c3 blanques cavall · f3 blanques alfil · g3 blanques peó · d2 blanques cavall · f2 blanques peó · h2 blanques peó · a1 blanques torre · c1 blanques alfil · d1 blanques dama · f1 blanques torre · g1 blanques rei | a8 negres torre · c8 negres alfil · d8 negres dama · f8 negres torre · g8 negres rei · a7 negres peó · b7 negres peó · c7 negres peó · g7 negres alfil · h7 negres peó · d6 negres peó · d5 blanques peó · e5 negres peó · f5 negres cavall · g5 negres peó · a4 blanques peó · b4 blanques peó · c4 blanques peó · f4 negres cavall · c3 blanques cavall · f3 blanques alfil · g3 blanques peó · d2 blanques cavall · f2 blanques peó · h2 blanques peó · a1 blanques torre · c1 blanques alfil · d1 blanques dama · f1 blanques torre · g1 blanques rei | a8 negres torre · c8 negres alfil · d8 negres dama · f8 negres torre · g8 negres rei · a7 negres peó · b7 negres peó · c7 negres peó · g7 negres alfil · h7 negres peó · d6 negres peó · d5 blanques peó · e5 negres peó · f5 negres cavall · g5 negres peó · a4 blanques peó · b4 blanques peó · c4 blanques peó · f4 negres cavall · c3 blanques cavall · f3 blanques alfil · g3 blanques peó · d2 blanques cavall · f2 blanques peó · h2 blanques peó · a1 blanques torre · c1 blanques alfil · d1 blanques dama · f1 blanques torre · g1 blanques rei | a8 negres torre · c8 negres alfil · d8 negres dama · f8 negres torre · g8 negres rei · a7 negres peó · b7 negres peó · c7 negres peó · g7 negres alfil · h7 negres peó · d6 negres peó · d5 blanques peó · e5 negres peó · f5 negres cavall · g5 negres peó · a4 blanques peó · b4 blanques peó · c4 blanques peó · f4 negres cavall · c3 blanques cavall · f3 blanques alfil · g3 blanques peó · d2 blanques cavall · f2 blanques peó · h2 blanques peó · a1 blanques torre · c1 blanques alfil · d1 blanques dama · f1 blanques torre · g1 blanques rei | 6 |
| 5 | a8 negres torre · c8 negres alfil · d8 negres dama · f8 negres torre · g8 negres rei · a7 negres peó · b7 negres peó · c7 negres peó · g7 negres alfil · h7 negres peó · d6 negres peó · d5 blanques peó · e5 negres peó · f5 negres cavall · g5 negres peó · a4 blanques peó · b4 blanques peó · c4 blanques peó · f4 negres cavall · c3 blanques cavall · f3 blanques alfil · g3 blanques peó · d2 blanques cavall · f2 blanques peó · h2 blanques peó · a1 blanques torre · c1 blanques alfil · d1 blanques dama · f1 blanques torre · g1 blanques rei | a8 negres torre · c8 negres alfil · d8 negres dama · f8 negres torre · g8 negres rei · a7 negres peó · b7 negres peó · c7 negres peó · g7 negres alfil · h7 negres peó · d6 negres peó · d5 blanques peó · e5 negres peó · f5 negres cavall · g5 negres peó · a4 blanques peó · b4 blanques peó · c4 blanques peó · f4 negres cavall · c3 blanques cavall · f3 blanques alfil · g3 blanques peó · d2 blanques cavall · f2 blanques peó · h2 blanques peó · a1 blanques torre · c1 blanques alfil · d1 blanques dama · f1 blanques torre · g1 blanques rei | a8 negres torre · c8 negres alfil · d8 negres dama · f8 negres torre · g8 negres rei · a7 negres peó · b7 negres peó · c7 negres peó · g7 negres alfil · h7 negres peó · d6 negres peó · d5 blanques peó · e5 negres peó · f5 negres cavall · g5 negres peó · a4 blanques peó · b4 blanques peó · c4 blanques peó · f4 negres cavall · c3 blanques cavall · f3 blanques alfil · g3 blanques peó · d2 blanques cavall · f2 blanques peó · h2 blanques peó · a1 blanques torre · c1 blanques alfil · d1 blanques dama · f1 blanques torre · g1 blanques rei | a8 negres torre · c8 negres alfil · d8 negres dama · f8 negres torre · g8 negres rei · a7 negres peó · b7 negres peó · c7 negres peó · g7 negres alfil · h7 negres peó · d6 negres peó · d5 blanques peó · e5 negres peó · f5 negres cavall · g5 negres peó · a4 blanques peó · b4 blanques peó · c4 blanques peó · f4 negres cavall · c3 blanques cavall · f3 blanques alfil · g3 blanques peó · d2 blanques cavall · f2 blanques peó · h2 blanques peó · a1 blanques torre · c1 blanques alfil · d1 blanques dama · f1 blanques torre · g1 blanques rei | a8 negres torre · c8 negres alfil · d8 negres dama · f8 negres torre · g8 negres rei · a7 negres peó · b7 negres peó · c7 negres peó · g7 negres alfil · h7 negres peó · d6 negres peó · d5 blanques peó · e5 negres peó · f5 negres cavall · g5 negres peó · a4 blanques peó · b4 blanques peó · c4 blanques peó · f4 negres cavall · c3 blanques cavall · f3 blanques alfil · g3 blanques peó · d2 blanques cavall · f2 blanques peó · h2 blanques peó · a1 blanques torre · c1 blanques alfil · d1 blanques dama · f1 blanques torre · g1 blanques rei | a8 negres torre · c8 negres alfil · d8 negres dama · f8 negres torre · g8 negres rei · a7 negres peó · b7 negres peó · c7 negres peó · g7 negres alfil · h7 negres peó · d6 negres peó · d5 blanques peó · e5 negres peó · f5 negres cavall · g5 negres peó · a4 blanques peó · b4 blanques peó · c4 blanques peó · f4 negres cavall · c3 blanques cavall · f3 blanques alfil · g3 blanques peó · d2 blanques cavall · f2 blanques peó · h2 blanques peó · a1 blanques torre · c1 blanques alfil · d1 blanques dama · f1 blanques torre · g1 blanques rei | a8 negres torre · c8 negres alfil · d8 negres dama · f8 negres torre · g8 negres rei · a7 negres peó · b7 negres peó · c7 negres peó · g7 negres alfil · h7 negres peó · d6 negres peó · d5 blanques peó · e5 negres peó · f5 negres cavall · g5 negres peó · a4 blanques peó · b4 blanques peó · c4 blanques peó · f4 negres cavall · c3 blanques cavall · f3 blanques alfil · g3 blanques peó · d2 blanques cavall · f2 blanques peó · h2 blanques peó · a1 blanques torre · c1 blanques alfil · d1 blanques dama · f1 blanques torre · g1 blanques rei | a8 negres torre · c8 negres alfil · d8 negres dama · f8 negres torre · g8 negres rei · a7 negres peó · b7 negres peó · c7 negres peó · g7 negres alfil · h7 negres peó · d6 negres peó · d5 blanques peó · e5 negres peó · f5 negres cavall · g5 negres peó · a4 blanques peó · b4 blanques peó · c4 blanques peó · f4 negres cavall · c3 blanques cavall · f3 blanques alfil · g3 blanques peó · d2 blanques cavall · f2 blanques peó · h2 blanques peó · a1 blanques torre · c1 blanques alfil · d1 blanques dama · f1 blanques torre · g1 blanques rei | 5 |
| 4 | a8 negres torre · c8 negres alfil · d8 negres dama · f8 negres torre · g8 negres rei · a7 negres peó · b7 negres peó · c7 negres peó · g7 negres alfil · h7 negres peó · d6 negres peó · d5 blanques peó · e5 negres peó · f5 negres cavall · g5 negres peó · a4 blanques peó · b4 blanques peó · c4 blanques peó · f4 negres cavall · c3 blanques cavall · f3 blanques alfil · g3 blanques peó · d2 blanques cavall · f2 blanques peó · h2 blanques peó · a1 blanques torre · c1 blanques alfil · d1 blanques dama · f1 blanques torre · g1 blanques rei | a8 negres torre · c8 negres alfil · d8 negres dama · f8 negres torre · g8 negres rei · a7 negres peó · b7 negres peó · c7 negres peó · g7 negres alfil · h7 negres peó · d6 negres peó · d5 blanques peó · e5 negres peó · f5 negres cavall · g5 negres peó · a4 blanques peó · b4 blanques peó · c4 blanques peó · f4 negres cavall · c3 blanques cavall · f3 blanques alfil · g3 blanques peó · d2 blanques cavall · f2 blanques peó · h2 blanques peó · a1 blanques torre · c1 blanques alfil · d1 blanques dama · f1 blanques torre · g1 blanques rei | a8 negres torre · c8 negres alfil · d8 negres dama · f8 negres torre · g8 negres rei · a7 negres peó · b7 negres peó · c7 negres peó · g7 negres alfil · h7 negres peó · d6 negres peó · d5 blanques peó · e5 negres peó · f5 negres cavall · g5 negres peó · a4 blanques peó · b4 blanques peó · c4 blanques peó · f4 negres cavall · c3 blanques cavall · f3 blanques alfil · g3 blanques peó · d2 blanques cavall · f2 blanques peó · h2 blanques peó · a1 blanques torre · c1 blanques alfil · d1 blanques dama · f1 blanques torre · g1 blanques rei | a8 negres torre · c8 negres alfil · d8 negres dama · f8 negres torre · g8 negres rei · a7 negres peó · b7 negres peó · c7 negres peó · g7 negres alfil · h7 negres peó · d6 negres peó · d5 blanques peó · e5 negres peó · f5 negres cavall · g5 negres peó · a4 blanques peó · b4 blanques peó · c4 blanques peó · f4 negres cavall · c3 blanques cavall · f3 blanques alfil · g3 blanques peó · d2 blanques cavall · f2 blanques peó · h2 blanques peó · a1 blanques torre · c1 blanques alfil · d1 blanques dama · f1 blanques torre · g1 blanques rei | a8 negres torre · c8 negres alfil · d8 negres dama · f8 negres torre · g8 negres rei · a7 negres peó · b7 negres peó · c7 negres peó · g7 negres alfil · h7 negres peó · d6 negres peó · d5 blanques peó · e5 negres peó · f5 negres cavall · g5 negres peó · a4 blanques peó · b4 blanques peó · c4 blanques peó · f4 negres cavall · c3 blanques cavall · f3 blanques alfil · g3 blanques peó · d2 blanques cavall · f2 blanques peó · h2 blanques peó · a1 blanques torre · c1 blanques alfil · d1 blanques dama · f1 blanques torre · g1 blanques rei | a8 negres torre · c8 negres alfil · d8 negres dama · f8 negres torre · g8 negres rei · a7 negres peó · b7 negres peó · c7 negres peó · g7 negres alfil · h7 negres peó · d6 negres peó · d5 blanques peó · e5 negres peó · f5 negres cavall · g5 negres peó · a4 blanques peó · b4 blanques peó · c4 blanques peó · f4 negres cavall · c3 blanques cavall · f3 blanques alfil · g3 blanques peó · d2 blanques cavall · f2 blanques peó · h2 blanques peó · a1 blanques torre · c1 blanques alfil · d1 blanques dama · f1 blanques torre · g1 blanques rei | a8 negres torre · c8 negres alfil · d8 negres dama · f8 negres torre · g8 negres rei · a7 negres peó · b7 negres peó · c7 negres peó · g7 negres alfil · h7 negres peó · d6 negres peó · d5 blanques peó · e5 negres peó · f5 negres cavall · g5 negres peó · a4 blanques peó · b4 blanques peó · c4 blanques peó · f4 negres cavall · c3 blanques cavall · f3 blanques alfil · g3 blanques peó · d2 blanques cavall · f2 blanques peó · h2 blanques peó · a1 blanques torre · c1 blanques alfil · d1 blanques dama · f1 blanques torre · g1 blanques rei | a8 negres torre · c8 negres alfil · d8 negres dama · f8 negres torre · g8 negres rei · a7 negres peó · b7 negres peó · c7 negres peó · g7 negres alfil · h7 negres peó · d6 negres peó · d5 blanques peó · e5 negres peó · f5 negres cavall · g5 negres peó · a4 blanques peó · b4 blanques peó · c4 blanques peó · f4 negres cavall · c3 blanques cavall · f3 blanques alfil · g3 blanques peó · d2 blanques cavall · f2 blanques peó · h2 blanques peó · a1 blanques torre · c1 blanques alfil · d1 blanques dama · f1 blanques torre · g1 blanques rei | 4 |
| 3 | a8 negres torre · c8 negres alfil · d8 negres dama · f8 negres torre · g8 negres rei · a7 negres peó · b7 negres peó · c7 negres peó · g7 negres alfil · h7 negres peó · d6 negres peó · d5 blanques peó · e5 negres peó · f5 negres cavall · g5 negres peó · a4 blanques peó · b4 blanques peó · c4 blanques peó · f4 negres cavall · c3 blanques cavall · f3 blanques alfil · g3 blanques peó · d2 blanques cavall · f2 blanques peó · h2 blanques peó · a1 blanques torre · c1 blanques alfil · d1 blanques dama · f1 blanques torre · g1 blanques rei | a8 negres torre · c8 negres alfil · d8 negres dama · f8 negres torre · g8 negres rei · a7 negres peó · b7 negres peó · c7 negres peó · g7 negres alfil · h7 negres peó · d6 negres peó · d5 blanques peó · e5 negres peó · f5 negres cavall · g5 negres peó · a4 blanques peó · b4 blanques peó · c4 blanques peó · f4 negres cavall · c3 blanques cavall · f3 blanques alfil · g3 blanques peó · d2 blanques cavall · f2 blanques peó · h2 blanques peó · a1 blanques torre · c1 blanques alfil · d1 blanques dama · f1 blanques torre · g1 blanques rei | a8 negres torre · c8 negres alfil · d8 negres dama · f8 negres torre · g8 negres rei · a7 negres peó · b7 negres peó · c7 negres peó · g7 negres alfil · h7 negres peó · d6 negres peó · d5 blanques peó · e5 negres peó · f5 negres cavall · g5 negres peó · a4 blanques peó · b4 blanques peó · c4 blanques peó · f4 negres cavall · c3 blanques cavall · f3 blanques alfil · g3 blanques peó · d2 blanques cavall · f2 blanques peó · h2 blanques peó · a1 blanques torre · c1 blanques alfil · d1 blanques dama · f1 blanques torre · g1 blanques rei | a8 negres torre · c8 negres alfil · d8 negres dama · f8 negres torre · g8 negres rei · a7 negres peó · b7 negres peó · c7 negres peó · g7 negres alfil · h7 negres peó · d6 negres peó · d5 blanques peó · e5 negres peó · f5 negres cavall · g5 negres peó · a4 blanques peó · b4 blanques peó · c4 blanques peó · f4 negres cavall · c3 blanques cavall · f3 blanques alfil · g3 blanques peó · d2 blanques cavall · f2 blanques peó · h2 blanques peó · a1 blanques torre · c1 blanques alfil · d1 blanques dama · f1 blanques torre · g1 blanques rei | a8 negres torre · c8 negres alfil · d8 negres dama · f8 negres torre · g8 negres rei · a7 negres peó · b7 negres peó · c7 negres peó · g7 negres alfil · h7 negres peó · d6 negres peó · d5 blanques peó · e5 negres peó · f5 negres cavall · g5 negres peó · a4 blanques peó · b4 blanques peó · c4 blanques peó · f4 negres cavall · c3 blanques cavall · f3 blanques alfil · g3 blanques peó · d2 blanques cavall · f2 blanques peó · h2 blanques peó · a1 blanques torre · c1 blanques alfil · d1 blanques dama · f1 blanques torre · g1 blanques rei | a8 negres torre · c8 negres alfil · d8 negres dama · f8 negres torre · g8 negres rei · a7 negres peó · b7 negres peó · c7 negres peó · g7 negres alfil · h7 negres peó · d6 negres peó · d5 blanques peó · e5 negres peó · f5 negres cavall · g5 negres peó · a4 blanques peó · b4 blanques peó · c4 blanques peó · f4 negres cavall · c3 blanques cavall · f3 blanques alfil · g3 blanques peó · d2 blanques cavall · f2 blanques peó · h2 blanques peó · a1 blanques torre · c1 blanques alfil · d1 blanques dama · f1 blanques torre · g1 blanques rei | a8 negres torre · c8 negres alfil · d8 negres dama · f8 negres torre · g8 negres rei · a7 negres peó · b7 negres peó · c7 negres peó · g7 negres alfil · h7 negres peó · d6 negres peó · d5 blanques peó · e5 negres peó · f5 negres cavall · g5 negres peó · a4 blanques peó · b4 blanques peó · c4 blanques peó · f4 negres cavall · c3 blanques cavall · f3 blanques alfil · g3 blanques peó · d2 blanques cavall · f2 blanques peó · h2 blanques peó · a1 blanques torre · c1 blanques alfil · d1 blanques dama · f1 blanques torre · g1 blanques rei | a8 negres torre · c8 negres alfil · d8 negres dama · f8 negres torre · g8 negres rei · a7 negres peó · b7 negres peó · c7 negres peó · g7 negres alfil · h7 negres peó · d6 negres peó · d5 blanques peó · e5 negres peó · f5 negres cavall · g5 negres peó · a4 blanques peó · b4 blanques peó · c4 blanques peó · f4 negres cavall · c3 blanques cavall · f3 blanques alfil · g3 blanques peó · d2 blanques cavall · f2 blanques peó · h2 blanques peó · a1 blanques torre · c1 blanques alfil · d1 blanques dama · f1 blanques torre · g1 blanques rei | 3 |
| 2 | a8 negres torre · c8 negres alfil · d8 negres dama · f8 negres torre · g8 negres rei · a7 negres peó · b7 negres peó · c7 negres peó · g7 negres alfil · h7 negres peó · d6 negres peó · d5 blanques peó · e5 negres peó · f5 negres cavall · g5 negres peó · a4 blanques peó · b4 blanques peó · c4 blanques peó · f4 negres cavall · c3 blanques cavall · f3 blanques alfil · g3 blanques peó · d2 blanques cavall · f2 blanques peó · h2 blanques peó · a1 blanques torre · c1 blanques alfil · d1 blanques dama · f1 blanques torre · g1 blanques rei | a8 negres torre · c8 negres alfil · d8 negres dama · f8 negres torre · g8 negres rei · a7 negres peó · b7 negres peó · c7 negres peó · g7 negres alfil · h7 negres peó · d6 negres peó · d5 blanques peó · e5 negres peó · f5 negres cavall · g5 negres peó · a4 blanques peó · b4 blanques peó · c4 blanques peó · f4 negres cavall · c3 blanques cavall · f3 blanques alfil · g3 blanques peó · d2 blanques cavall · f2 blanques peó · h2 blanques peó · a1 blanques torre · c1 blanques alfil · d1 blanques dama · f1 blanques torre · g1 blanques rei | a8 negres torre · c8 negres alfil · d8 negres dama · f8 negres torre · g8 negres rei · a7 negres peó · b7 negres peó · c7 negres peó · g7 negres alfil · h7 negres peó · d6 negres peó · d5 blanques peó · e5 negres peó · f5 negres cavall · g5 negres peó · a4 blanques peó · b4 blanques peó · c4 blanques peó · f4 negres cavall · c3 blanques cavall · f3 blanques alfil · g3 blanques peó · d2 blanques cavall · f2 blanques peó · h2 blanques peó · a1 blanques torre · c1 blanques alfil · d1 blanques dama · f1 blanques torre · g1 blanques rei | a8 negres torre · c8 negres alfil · d8 negres dama · f8 negres torre · g8 negres rei · a7 negres peó · b7 negres peó · c7 negres peó · g7 negres alfil · h7 negres peó · d6 negres peó · d5 blanques peó · e5 negres peó · f5 negres cavall · g5 negres peó · a4 blanques peó · b4 blanques peó · c4 blanques peó · f4 negres cavall · c3 blanques cavall · f3 blanques alfil · g3 blanques peó · d2 blanques cavall · f2 blanques peó · h2 blanques peó · a1 blanques torre · c1 blanques alfil · d1 blanques dama · f1 blanques torre · g1 blanques rei | a8 negres torre · c8 negres alfil · d8 negres dama · f8 negres torre · g8 negres rei · a7 negres peó · b7 negres peó · c7 negres peó · g7 negres alfil · h7 negres peó · d6 negres peó · d5 blanques peó · e5 negres peó · f5 negres cavall · g5 negres peó · a4 blanques peó · b4 blanques peó · c4 blanques peó · f4 negres cavall · c3 blanques cavall · f3 blanques alfil · g3 blanques peó · d2 blanques cavall · f2 blanques peó · h2 blanques peó · a1 blanques torre · c1 blanques alfil · d1 blanques dama · f1 blanques torre · g1 blanques rei | a8 negres torre · c8 negres alfil · d8 negres dama · f8 negres torre · g8 negres rei · a7 negres peó · b7 negres peó · c7 negres peó · g7 negres alfil · h7 negres peó · d6 negres peó · d5 blanques peó · e5 negres peó · f5 negres cavall · g5 negres peó · a4 blanques peó · b4 blanques peó · c4 blanques peó · f4 negres cavall · c3 blanques cavall · f3 blanques alfil · g3 blanques peó · d2 blanques cavall · f2 blanques peó · h2 blanques peó · a1 blanques torre · c1 blanques alfil · d1 blanques dama · f1 blanques torre · g1 blanques rei | a8 negres torre · c8 negres alfil · d8 negres dama · f8 negres torre · g8 negres rei · a7 negres peó · b7 negres peó · c7 negres peó · g7 negres alfil · h7 negres peó · d6 negres peó · d5 blanques peó · e5 negres peó · f5 negres cavall · g5 negres peó · a4 blanques peó · b4 blanques peó · c4 blanques peó · f4 negres cavall · c3 blanques cavall · f3 blanques alfil · g3 blanques peó · d2 blanques cavall · f2 blanques peó · h2 blanques peó · a1 blanques torre · c1 blanques alfil · d1 blanques dama · f1 blanques torre · g1 blanques rei | a8 negres torre · c8 negres alfil · d8 negres dama · f8 negres torre · g8 negres rei · a7 negres peó · b7 negres peó · c7 negres peó · g7 negres alfil · h7 negres peó · d6 negres peó · d5 blanques peó · e5 negres peó · f5 negres cavall · g5 negres peó · a4 blanques peó · b4 blanques peó · c4 blanques peó · f4 negres cavall · c3 blanques cavall · f3 blanques alfil · g3 blanques peó · d2 blanques cavall · f2 blanques peó · h2 blanques peó · a1 blanques torre · c1 blanques alfil · d1 blanques dama · f1 blanques torre · g1 blanques rei | 2 |
| 1 | a8 negres torre · c8 negres alfil · d8 negres dama · f8 negres torre · g8 negres rei · a7 negres peó · b7 negres peó · c7 negres peó · g7 negres alfil · h7 negres peó · d6 negres peó · d5 blanques peó · e5 negres peó · f5 negres cavall · g5 negres peó · a4 blanques peó · b4 blanques peó · c4 blanques peó · f4 negres cavall · c3 blanques cavall · f3 blanques alfil · g3 blanques peó · d2 blanques cavall · f2 blanques peó · h2 blanques peó · a1 blanques torre · c1 blanques alfil · d1 blanques dama · f1 blanques torre · g1 blanques rei | a8 negres torre · c8 negres alfil · d8 negres dama · f8 negres torre · g8 negres rei · a7 negres peó · b7 negres peó · c7 negres peó · g7 negres alfil · h7 negres peó · d6 negres peó · d5 blanques peó · e5 negres peó · f5 negres cavall · g5 negres peó · a4 blanques peó · b4 blanques peó · c4 blanques peó · f4 negres cavall · c3 blanques cavall · f3 blanques alfil · g3 blanques peó · d2 blanques cavall · f2 blanques peó · h2 blanques peó · a1 blanques torre · c1 blanques alfil · d1 blanques dama · f1 blanques torre · g1 blanques rei | a8 negres torre · c8 negres alfil · d8 negres dama · f8 negres torre · g8 negres rei · a7 negres peó · b7 negres peó · c7 negres peó · g7 negres alfil · h7 negres peó · d6 negres peó · d5 blanques peó · e5 negres peó · f5 negres cavall · g5 negres peó · a4 blanques peó · b4 blanques peó · c4 blanques peó · f4 negres cavall · c3 blanques cavall · f3 blanques alfil · g3 blanques peó · d2 blanques cavall · f2 blanques peó · h2 blanques peó · a1 blanques torre · c1 blanques alfil · d1 blanques dama · f1 blanques torre · g1 blanques rei | a8 negres torre · c8 negres alfil · d8 negres dama · f8 negres torre · g8 negres rei · a7 negres peó · b7 negres peó · c7 negres peó · g7 negres alfil · h7 negres peó · d6 negres peó · d5 blanques peó · e5 negres peó · f5 negres cavall · g5 negres peó · a4 blanques peó · b4 blanques peó · c4 blanques peó · f4 negres cavall · c3 blanques cavall · f3 blanques alfil · g3 blanques peó · d2 blanques cavall · f2 blanques peó · h2 blanques peó · a1 blanques torre · c1 blanques alfil · d1 blanques dama · f1 blanques torre · g1 blanques rei | a8 negres torre · c8 negres alfil · d8 negres dama · f8 negres torre · g8 negres rei · a7 negres peó · b7 negres peó · c7 negres peó · g7 negres alfil · h7 negres peó · d6 negres peó · d5 blanques peó · e5 negres peó · f5 negres cavall · g5 negres peó · a4 blanques peó · b4 blanques peó · c4 blanques peó · f4 negres cavall · c3 blanques cavall · f3 blanques alfil · g3 blanques peó · d2 blanques cavall · f2 blanques peó · h2 blanques peó · a1 blanques torre · c1 blanques alfil · d1 blanques dama · f1 blanques torre · g1 blanques rei | a8 negres torre · c8 negres alfil · d8 negres dama · f8 negres torre · g8 negres rei · a7 negres peó · b7 negres peó · c7 negres peó · g7 negres alfil · h7 negres peó · d6 negres peó · d5 blanques peó · e5 negres peó · f5 negres cavall · g5 negres peó · a4 blanques peó · b4 blanques peó · c4 blanques peó · f4 negres cavall · c3 blanques cavall · f3 blanques alfil · g3 blanques peó · d2 blanques cavall · f2 blanques peó · h2 blanques peó · a1 blanques torre · c1 blanques alfil · d1 blanques dama · f1 blanques torre · g1 blanques rei | a8 negres torre · c8 negres alfil · d8 negres dama · f8 negres torre · g8 negres rei · a7 negres peó · b7 negres peó · c7 negres peó · g7 negres alfil · h7 negres peó · d6 negres peó · d5 blanques peó · e5 negres peó · f5 negres cavall · g5 negres peó · a4 blanques peó · b4 blanques peó · c4 blanques peó · f4 negres cavall · c3 blanques cavall · f3 blanques alfil · g3 blanques peó · d2 blanques cavall · f2 blanques peó · h2 blanques peó · a1 blanques torre · c1 blanques alfil · d1 blanques dama · f1 blanques torre · g1 blanques rei | a8 negres torre · c8 negres alfil · d8 negres dama · f8 negres torre · g8 negres rei · a7 negres peó · b7 negres peó · c7 negres peó · g7 negres alfil · h7 negres peó · d6 negres peó · d5 blanques peó · e5 negres peó · f5 negres cavall · g5 negres peó · a4 blanques peó · b4 blanques peó · c4 blanques peó · f4 negres cavall · c3 blanques cavall · f3 blanques alfil · g3 blanques peó · d2 blanques cavall · f2 blanques peó · h2 blanques peó · a1 blanques torre · c1 blanques alfil · d1 blanques dama · f1 blanques torre · g1 blanques rei | 1 |
|   | a | b | c | d | e | f | g | h |   |

Una de les partides més famoses de Gligorić va ser la seva victòria contra l'ex campió del món Tigran Petrossian en el gran "Torneig de la Pau" celebrat a Zagreb el 1970. Mostra el virtuosisme de Gligorić amb les negres a l'Índia del Rei, i la seva convicció per jugar amb un sacrifici ofensiu encara contra un dels més grans jugadors defensius de la història dels escacs. Zagreb 1970 va ser un altre èxit de Gligorić en torneigs, en quedar-hi segon (empatat amb Petrossian i altres) darrere d'un Fischer que es trobava en el cim de la seva carrera.
Petrossian–Gligorić, Zagreb 1970:
1. c4 g6 2. Nf3 Bg7 3. d4 Nf6 4. Nc3 o-o 5. e4 d6 6. Be2 e5 7. o-o Nc6 8. d5 Ne7 9. b4 Nh5 10. Nd2 Nf4 11. a4 f5 12. Bf3 g5 13. exf5 Nxf5 14. g3 Nd4 15. gxf4 Nxf3+ 16. Qxf3 g4 17. Qh1 exf4 18. Bb2 Bf5 19. Rfe1 f3 20. Nde4 Qh4 21. h3 Be5 22. Re3 gxh3 23. Qxf3 Bg4 24. Qh1 h2+ 25. Kg2 Qh5 26. Nd2 Bd4 27. Qe1 Rae8 28. Nce4 Bxb2 29. Rg3 Be5 30. R1a3 Kh8 31. Kh1 Rg8 32. Qf1 Bxg3 33. Rxg3 Rxe4 0-1. 
De fet, Gligorić va ser el primer a infligir una derrota a Petrossian després que aquest guanyés el títol mundial davant Mikhaïl Botvínnik el 1963.